# Momoria masara
Momoria masara är en insektsart som beskrevs av Blocker 1979. Momoria masara ingår i släktet Momoria och familjen dvärgstritar. Inga underarter finns listade i Catalogue of Life.